# Cenoloba argochalca
Cenoloba argochalca is een vlinder uit de familie van de Tineodidae. De wetenschappelijke naam van de soort is voor het eerst geldig gepubliceerd in 1939 door Meyrick.